# The Wrecking Crew (música)
The Wrecking Crew fue un colectivo de músicos de sesión afincados en Los Ángeles, California, Estados Unidos, cuyos servicios se emplearon para miles de grabaciones de estudio en la década de 1960 y comienzos de la década de 1970, incluidos varios cientos de éxitos Top 40. Los músicos no tuvieron reconocimiento público en su época, aunque gozaron de un enorme prestigio entre los profesionales de la industria musical. Actualmente son considerados una de las unidades de grabación de sesión más exitosas y prolíficas en la historia de la música.
La mayor parte de los músicos que integraron the Wrecking Crew provenían del jazz y la música clásica. El grupo no tuvo un nombre oficial durante los años que estuvo activo, y sigue siendo un tema de disputa si en ese momento se los conocía como "Wrecking Crew" (demoledores). El batería Hal Blaine popularizó el nombre en sus memorias, publicadas en 1990, atribuyéndolo a músicos más viejos que pensaban que la aportación del grupo al rock and roll iba a "destrozar" la industria de la música. Algunos de los colegas de Blaine corroboraron su versión, mientras que la guitarrista y bajista Carol Kaye sostiene que el término que utilizaban para referirse al grupo era "The Clique". Otro nombre no oficial fue "First Call Gang", a veces utilizado en la década de 1950 para una versión embrionaria del grupo encabezada por el bajista Ray Pohlman.
El grupo se formó a comienzos de la década de 1960 como banda de facto para Phil Spector, contribuyendo  al desarrollo del método de producción conocido como Wall of Sound. En gran parte debido al éxito de los discos de Spector, se convirtieron en los músicos de sesión más solicitados en Los Ángeles, tocando para muchos artistas populares como Jan & Dean, Sonny & Cher, the Mamas & the Papas, the 5th Dimension, Elvis Presley, Frank Sinatra o Nancy Sinatra. En ocasiones eran usados como "intérpretes fantasma" en grabaciones acreditadas a bandas de rock, como en el debut de the Byrds con la versión del tema de Bob Dylan, "Mr. Tambourine Man" (1965), los primeros dos álbumes de the Monkees o el exitoso álbum de the Beach Boys de 1966, Pet Sounds. En ocasiones fueron acreditados como "The Phil Spector Wall of Sound Orchestra".
Las contribuciones de Wrecking Crew en tantos éxitos musicales pasaron inadvertidas para el gran público hasta la publicación de las memorias de Blaine en 1990, con gran repercusión mediática. Artistas como el teclista Leon Russell y el guitarrista Glen Campbell fueron miembros del grupo que alcanzaron fama posteriormente con sus carreras en solitario. Blaine, menos conocido, participó sin embargo en la grabación de más de 140 éxitos musicales, de los que, al menos 40 alcanzaron en número 1 de las listas de éxitos. Otos músicos que formaron parte de la agrupación fueron el batería Earl Palmer, el saxofonista Steve Douglas, el guitarrista Tommy Tedesco o el tecladista Larry Knechtel, miembro posterior de la banda Bread. Blaine y Palmer fueron incluidos en el Salón de la Fama del Rock and Roll en 2000, mientras que la totalidad de los miembros de Wrecking Crew fueron incluidos en el Musicians Hall of Fame and Museum en 2007. En 2008, se estrenó el documental The Wrecking Crew.

## Orígenes

### Contexto histórico de los músicos de sesión
En la época en la que Wrecking Crew desarrollaron su actividad, los músicos de sesión solían ser muy demandados para grabaciones en determinadas ciudades donde existía  una escena local importante, como podía ser Nueva York, Nashville, Memphis, Detroit o Los Ángeles, donde Wrecking Crew tuvo su base de operaciones.  Cada escena local tenía su círculo de músicos de sesión, como fue el caso de The Nashville A-Team, que participaron en numerosos éxitos country y rock de la época. En Memphis hubo dos grupos, the Memphis Boys y el grupo que de músicos de la discográfica Stax/Volt. Los Funk Brothers de Detroit participaron en muchas grabaciones para la Motown.
En aquel momento, los equipos de grabación múltipista, aunque eran comunes, estaban poco desarrollados, y las pistas de acompañamiento instrumentales a menudo se grababan "en caliente" con un conjunto que tocaba en vivo en el estudio. Los músicos tenían que estar disponibles, "de guardia", para el momento en que los productores los necesitaran. Los Ángeles se consideraba entonces el principal productor de grabaciones discográficas en los Estados Unidos, por lo que los estudios se reservaban constantemente durante todo el día y el tiempo de sesión era muy solicitado y costoso.  Las canciones se grababan deprisa con el menor número de tomas posible. En este ambiente, los productores y ejecutivos discográficos de Los Ángeles tenían poca paciencia con los gastos innecesarios o pérdidas de tiempo y dependían del servicio de músicos de sesión confiables con los que se podía contar para grabar en una gran variedad de estilos con las mínimas tomas.
The Wrecking Crew fueron los músicos de sesión de Los Ángeles durante esta época. Sus miembros eran musicalmente versátiles, provenían de mundo del jazz o la música clásica y eran excepcionales en la lectura a primera vista.  El talento de este grupo de músicos fue utilizado en multitud de estilos de grabación, incluyendo música para televisión, música para cine, jingles así como cualquier tipo de música popular americana desde the Monkees hasta Bing Crosby. Algunos de los estudios de grabación de Los Ángeles donde los Wrecking Crew trabajaban regularmente fueron los Gold Star Studios, los United Western Recorders construidos por Bill Putnam, los estudios de Capitol Records ubicados en el Capitol Records Building en Vine Street, el complejo de Columbia Records en Los Ángeles y el estudio de la RCA en Sunset Boulevard cerca de Wallichs Music City, una tienda de música que proveía de instrumentos a los músicos de sesión de Los Ángeles.

### Nombre

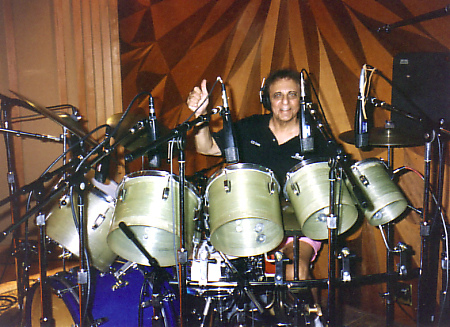
Hal Blaine, batería que popularizó el nombre "Wrecking Crew".

El nombre "Wrecking Crew" fue popularizado por el batería y miembro del grupo Hal Blaine en sus memorias, publicadas en 1990, Hal Blaine and the Wrecking Crew.  Aunque la agrupación no tuvo un nombre oficial durante sus años de actividad, Blaine ha declarado que el término a veces se usaba despectivamente a principios de la década de 1960 por los miembros de la vieja guardia de los músicos de sesión, los de "traje y corbata", que sentían que, los nuevos músicos, los de "camisetas y pantalones vaqueros", inclinados al rock and roll, iban a "destruir" la industria de la música. De acuerdo con el investigador Kent Hartman, "Algunos de los músicos de estudio que entrevisté juran que oyeron que se aplicaba a sí mismos ya en 1963; otros dicen que fue más tarde. Uno dice que nunca fue usado en absoluto".  Las memorias de Blaine, y la atención que recibió, contribuyeron a arrojar nueva luz sobre el papel del Wrecking Crew en muchas grabaciones famosas.

### Formación

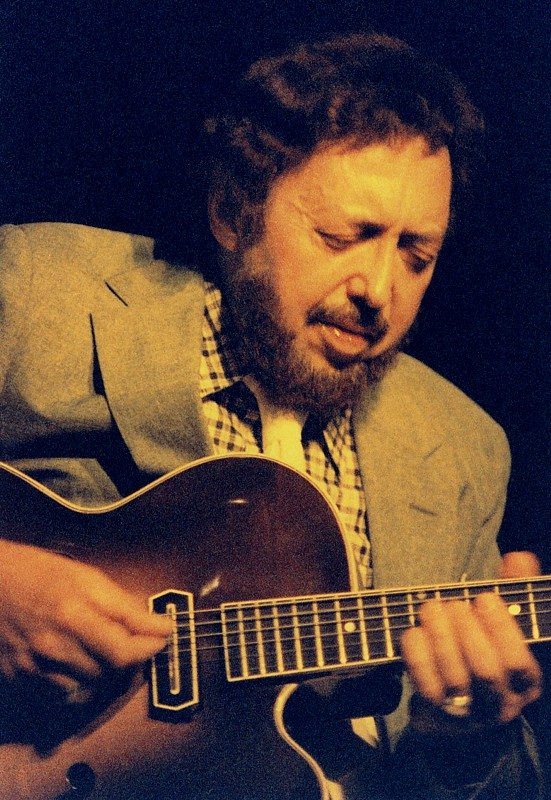
El guitarrista [//en.wikipedia.org/wiki/Barney_Kessel Barney Kessel] fue uno de los primeros miembros de la Wrecking Crew.

Los inicios del grupo se remontan a finales de la década de 1950 con un grupo encabezado por el bajista y guitarrista Ray Pohlman y el batería Earl Palmer, conocido como "The First Call Gang". Pohlman fue probablemente el primer músico de sesión de Los Ángeles en usar un bajo eléctrico en grabaciones y a comienzos de los años 60 era muy solicitado para grabaciones de rock, interviniéndo en numerosas de ellas para artistas como Jan and Dean y The Beach Boys. Earl Palmer, originario de Nueva Orleans, donde había participado en grabaciones de Fats Domino.  Se mudó a Los Ángeles a finales de los años 50 y durante los 60 participó en grabaciones junto a artistas como Ike and Tina Turner, Glen Campbell, Jan and Dean, Righteous Brothers, the Beach Boys, the Ronettes, the Everly Brothers y Sonny & Cher.[cita requerida]
En 1962, Phil Spector creó el sello discográfico Philles Records y se dispuso a grabar el tema "He's a Rebel", acreditado a the Crystals. Solicitó la ayuda de su amigo de la escuela secundaria, el saxofonista Steve Douglas, quien también trabajaba como contratista a cargo de reclutar músicos para las sesiones de grabación.  Douglas le ayudó a formar el equipo de músicos de sesión, que incluía a los guitarristas Howard Roberts y Tommy Tedesco, al pianista Al De Lory, al bajista Jimmy Bond y a Hal Blaine a la batería. Reservaron el estudio A de los Gold Star Studios, conocido por sus cámaras de eco reververante, que se convertiría en el estudio favorito de Spector.  Este equipo de músicos fue vital en el desarrollo del estilo "Wall of Sound", comenzando con "He's a Rebel" una serie de éxitos para the Crystals ("Da Doo Ron Ron" y "Then He Kissed Me") así como para otros girl groups, como the Ronettes ("Be My Baby" y "Baby, I Love You"). Fue con estas grabaciones cuando Wrecking Crew emergió con su estilo más característico, convirtiéndolos en el grupo de músicos de sesión más solicitado de Los Ángeles. Con ellos, Spector produjo grandes éxitos para the Righteous Brothers ("You've Lost That Lovin' Feelin'", "Ebb Tide" y "Unchained Melody") o para Ike and Tina Turner ("River Deep – Mountain High").

## Productores asociados

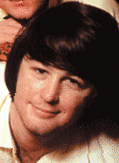
Brian Wilson de the Beach Boys usó regularmente a The Wrecking Crew en muchas de sus grabaciones de mediados de los 60.

The Wrecking Crew trabajaron para docenas de productores, entre los que destacan Brian Wilson, Terry Melcher, Lou Adler, Bones Howe, Jimmy Bowen y Mike Post. Grabaron con artistas tan diversos como Jan & Dean, Bobby Vee, Nancy Sinatra, the Grass Roots, Simon & Garfunkel, Glen Campbell, the Partridge Family, David Cassidy, the Carpenters, John Denver y Nat King Cole.  Durante sus años de mayor auge realizaban frecuentemente sesiones de 15 horas de trabajo diarias, que se veían compensadas con excelentes honorarios. Carol Kaye comentó al respecto que «estaba ganando más dinero que el presidente de los Estados Unidos». Brian Wilson de the Beach Boys produjo y escribió muchos de sus más famosos temas de mediados de los 60 contando con el talento de los músicos de The Wrecking Crew, incluyendo éxitos como "Help Me, Rhonda", "California Girls" y "Good Vibrations", así como los álbumes Pet Sounds y el inédito Smile.
Miembros de the Wrecking Crew ejercieron de "músicos fantasma" en el primer sencillo de the Byrds, "Mr. Tambourine Man", debido a que en Columbia Records dudaban que el grupo (a excepción de Roger McGuinn) fuera lo suficientemente experimentado como para ofrecer el tipo de toma perfecta necesaria, particularmente al tiempo limitado y el presupuesto asignado al grupo, recién firmado, en una discográfica que apenas comenzaba a apostar por el rock. Lou Adler fue uno de los más afamados productores musicales de Los Ángeles, con artistas como Jan and Dean and The Mamas & the Papas. The Wrecking Crew participaron en grabaciones como "California Dreamin'" y "Monday Monday". Bones Howe trabajó con Adles como ingeniero de sonido y utilizó los servicios del grupo para producir éxitos para the Association ("Windy", "Along Comes Mary" y "Never My Love") y para the 5th Dimension ("Up, Up and Away", "Stoned Soul Picnic" y "Aquarius"). Sonny and Cher grabaron numerosos temas con Wrecking Crew, incluyendo sus mayores éxitos; "I Got You Babe" y "The Beat Goes On", producidos por Sonny Bono, quien previamente había trabajado con Phil Spector.  Muchos de los éxitos de Cher en solitario de finales de los 60 y principios de los 70 contaron con la banda como músicos de sesión, incluyendo "Gypsys, Tramps & Thieves" producido por Snuff Garrett en 1971.  Jimmy Bowen los utilizó en el éxito de Frank Sinatra, "Strangers in the Night" en 1966 y Mike Post en el de Mason Williams de 1968, "Classical Gas".

## Músicos

### Bajos, batería y percusión

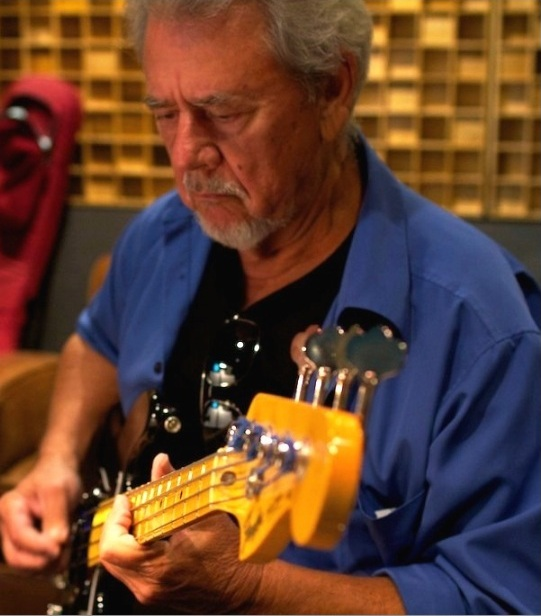
Joe Osborn (pictured in 2012) was one of the first-call bassists during the heyday of the Wrecking Crew.

Carol Kaye originalmente guitarrista, comenzó a trabajar como músico de sesión a finales de los años 50, participando en la grabación de Ritchie Valens, "La Bamba" y durante los 60 se convirtió en regular colaboradora de Phil Spector en grabaciones de The Beach Boys como "Help Me, Rhonda" y en los álbumes Pet Sounds y Smile. Ray Pohlman, que en un principio asumió el liderato de the Wrecking Crew, se convirtió en 1965 en director musical del popular programa de televisión Shindig!, reduciendo su participación en grabaciones discográficas desde entonces. Tras la marcha de Pohlman a la televisión, Kaye se especializó en el uso del bajo eléctrico, siendo una de las primeras mujeres en hacerlo.  Suyo es el distintivo bajo que suena en el tema de Sonny and Cher, "The Beat Goes On" de 1967. Kaye formó tándem con Pohlman ya que era una práctica común en ese momento para reforzar el sonido, "doblar" ciertos instrumentos como el bajo, y los productores y arreglistas a menudo registraban las partes de bajo con un bajo acústico y un bajo eléctrico tocando juntos. Kaye es considerada como una de las intérpretes más prolíficas y más escuchados de todos los tiempos y se estima que a lo largo de sus 50 años de carrera ha intervenido en más de 10.000 grabaciones.
Joe Osborn tocó el bajo en numerosas grabaciones de Wrecking Crew, incluyendo el tema de Glen Campbell, "By the Time I Get to Phoenix", el éxito de The Mamas & the Papas, "California Dreamin'", el de Richard Harris, "MacArthur Park" y el de the 5th Dimension, "Up, Up and Away".  Otros destacados bajistas que formaron parte de the Wrecking Crew fueron Bill Pitman, Max Bennett, Red Callender, Chuck Rainey, Bob West, Jimmy Bond, Lyle Ritz y Chuck Berghofer.
El batería Earl Palmer participó en numerosas grabaciones de éxito durante la década de los 60 con Wrecking Crew, incluidas "You've Lost That Lovin' Feelin'" con Righteous Brothers en 1964 o "River Deep – Mountain High" de Ike & Tina Turner en 1966. Hal Blaine, con su abundancia de habilidades musicales, su personalidad y carisma, también tuvo un papel predominante durante el apogeo del grupo.  Aunque era un músico que había tocado principalmente big band y jazz, aceptó un trabajo en el grupo de rockabilly de Tommy Sands a finales de la década de 1950, descubriendo el rock and roll, que al comienzo de la nueva década lo llevó a trabajar en los estudios de Los Ángeles, donde coincidió con Earl Palmer y el saxofonista Steve Douglas. Blaine tocó en el éxito de Elvis Presley de 1961 "Can't Help Falling in Love". Poco después, comenzó a tocar en las sesiones de Phil Spector, convirtiéndose rápidamente en el batería preferido del productor, y junto con Earl Palmer, en uno de los dos mejores baterías de sesión en Los Ángeles.  Blaine participó en la grabación de al menos 140 top ten, de los cuales aproximadamente 40 llegaron al número 1, incluidos títulos como "I Got You Babe" de Sonny & Cher, "Mr Tambourine Man" de the Byrds o "Strangers in the Night" de Frank Sinatra. Jim Gordon comenzó como suplente de Blaine, pero con el paso del tiempo, se convirtió en un reputado miembro de Wrecking Crew, interviniéndo parcialmente en el álbum de The Beach Boys, Pet Sounds y en éxitos como "Classical Gas" y "Wichita Lineman".
Otros baterías que formaron parte de Wrecking Crew fueron Frank Capp, John Clauder, and Joe Porcaro.  Gary Coleman tocó una gran cantidad de instrumentos de percusión. Participó en la grabación de la banda sonora de la película musical Hair y en el exitoso álbum de Simon & Garfunkel, Bridge over Troubled Water. Otros percusionistas de la formación fueron Julius Wechter, Milt Holland, Gene Estes y Victor Feldman. El batería Jim Keltner al que se le suele relacionar con Wrecking Crew, debido a su amistad con Hal Blaine durante los 60, llegó a participar en 1973 en la grabación del álbum Rock 'n' Roll de John Lennon.

### Guitarras y teclados

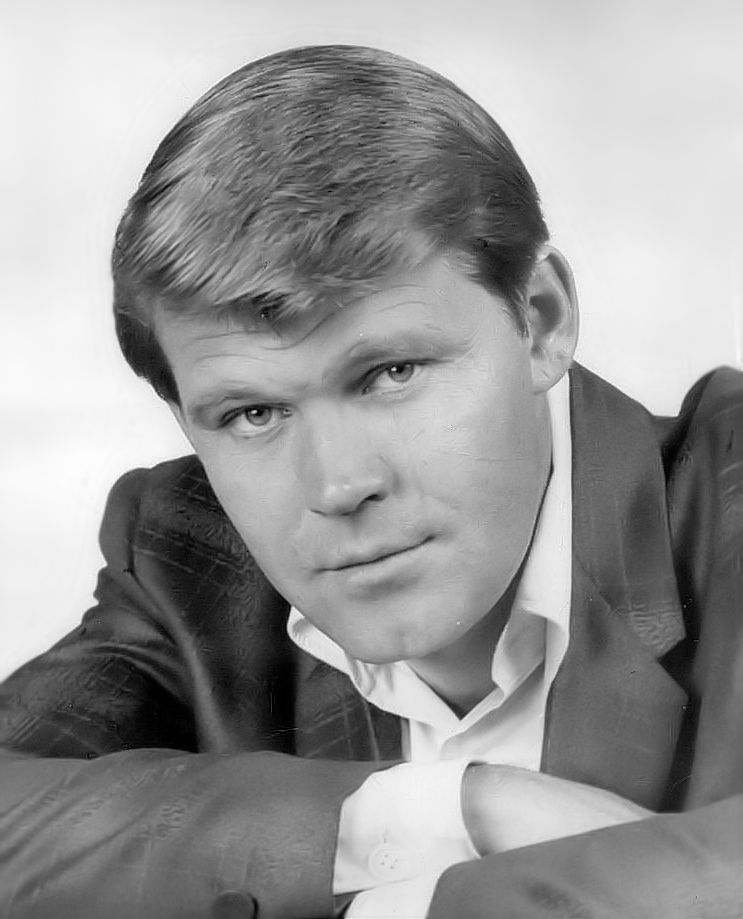
Glen Campbell formó parte de Wrecking Crew como guitarrista de sesión antes de iniciar una exitosa carrera en solitario.

El guitarrista y en ocasiones bajista Bill Pitman fue un destacado intérprete de Wrecking Crew. Durante un breve periodo de tiempo, a finales de los años cincuenta, impartió clases de guitarra a un joven Phil Spector, antes de que Spector formara los Teddy Bears, que grabaron el éxito "To Know Him Is to Love Him" en 1958..  Pitman acabó trabajando para Spector en muchas de sus grabaciones, como en "Be My Baby" de the Ronettes, "The Little Old Lady (from Pasadena)" de Jan & Dean o "Mr. Tambourine Man" de the Byrds. Tommy Tedesco, neoyorkino de origen italiano fue otro de los más renombrado guitarrista de la formación junto a Pitman. Billy Strange participó en la grabación de éxitos como "The Little Old Lady (from Pasadena)" y en la versión que hicieron The Beach Boys de "Sloop John B". El guitarrista James Burton, que ejercía como músico de sesión en Memphis, también participó en grabaciones de the Wrecking Crew en Los Ángeles.
Aunque el guitarrista Glen Campbell es conocido como un exitoso artista country, antes de alcanzar la fama por derecho propio, formó parte de Wrecking Crew e intervino en varios clásicos de The Beach Boys como "I Get Around" y "Help Me Rhonda" y en el álbum Pet Sounds. Posteriormente, Campbell utilizó los servicios de sus antiguos compañeros de the Wrecking Crew para sus propias grabaciones, como es el caso de "Gentle on My Mind", así como en dos temas escritos por Jimmy Webb, "By the Time I Get to Phoenix" y "Wichita Lineman".

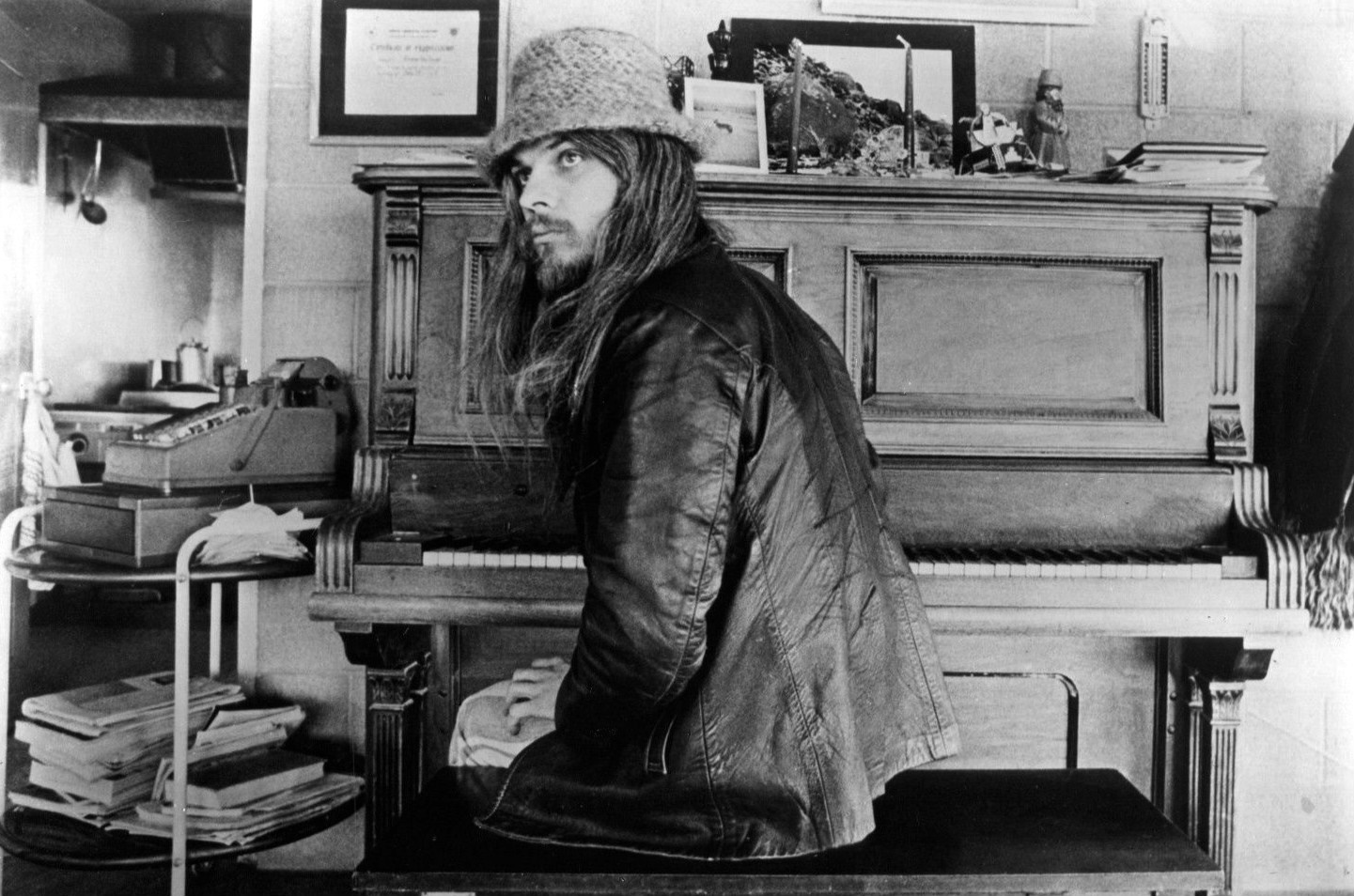
Leon Russell en 1970

The Wrecking crew acogió a varios teclistas, que contrubuyeron con órganos y pianos, a la grabación de numerosos éxitos de la época. Larry Knechtel, posteriormente miembro de Bread, intervino como teclista en "California Dreamin'", "Bridge over Troubled Water" y "Classical Gas", aunque también dominaba el bajo, que tocó en "Eve of Destruction" y "Mr. Tambourine Man". Mike Melvoin, un pianista de formación clásica, intervino en la grabación de Pet Sounds, tocó el órgano en "Good Vibrations" y en numerosas sesiones del álbum inédito de The Beach Boys, Smile. Don Randi tocó el piano en la grabación de Barry McGuire de 1965, "Eve of Destruction". Antes de iniciar su carrera como solista, Leon Russell fue miembro regular de The Wrecking Crew. Mac Rebennack (posteriormente conocido como Dr. John) participó en una sesión de grabación con Wrecking Crew en Los Ángeles a mediados de los 60.

### Instrumentos de cuerda y coros
El saxofonista Steve Douglas, compañero de escuela de Phil Spector en los 50, participó en la primera producción de este en 1962, el tema "He's a Rebel", y desde entonces se convirtió en un habitual de the Wrecking Crew. Años más tarde, en 1978, Douglas intervino en la grabación del álbum de Bob Dylan, Street-Legal, además de acompañar al propio Dylan en su gira de ese año como miembro de su banda. Jim Horn tocó el saxo y la flauta en temas como "You've Lost That Lovin' Feelin" de Righteous Brothers y en el éxito de Frank Sinatra, "Strangers in the Night". Tocó la flauta en "God Only Knows" y "Good Vibrations" de The Beach Boys y más tarde se integró como miembro de la banda de John Denver. Plas Johnson interpretó el saxo en el "The Pink Panther Theme" de Henry Mancini y en la versión instrumental del "Limbo Rock" de the Champs en 1962. Nino Tempo intervino en el "Be My Baby" de las Ronettes y en el álbum de John Lennon, Rock 'n' Roll.
Otros saxofonistas que formaron grabaron integrados en the Wrecking Crew fueron Jackie Kelso, Jay Migliori, Gene Cipriano, Bill Green y Allan Beutler. Como tromonistas destacaron Richard "Slyde" Hyde, Lew McCreary y Dick Nash como trompetistas, Bud Brisbois, Roy Caton, Chuck Findley, Ollie Mitchell y Tony Terran.  Tommy Morgan intervino como arminicista en "The Little Old Lady (from Pasadena)".  Como coristas se contó fundamentalmente con el grupo liderado por Ron Hicklin, conocido como the Ron Hicklin Singers.

## The T.A.M.I. Show(1964)
Numerosos miembros de the Wrecking Crew intervinieron en la película musical de 1964, The T.A.M.I Show. Entre los participantes se puede ver a Jack Nitzsche, Hal Blaine, Jimmy Bond, Tommy Tedesco, Bill Aken, Glen Campbell, Lyle Ritz, Leon Russell, Plas Johnson, entre otros, actuando junto a figuras como Chuck Berry, the Supremes, Marvin Gaye y Lesley Gore.

## Legado
The Wrecking Crew intervinieron en centenares de grabaciones, convirtiéndose en uno de los grupos de músicos de sesión de mayor éxito de la historia de la música. Según el crítico Kent Hartman, "...una canción de rock-and-roll que saliera de un estudio de grabación de L.A. desde aproximadamente 1962 a 1972, las probabilidades de que algún miembro de The Wrecking Crew tocara los instrumentos son muchas. Ningún grupo de músicos ha tocado más éxitos en apoyo de más estrellas que este grupo de hombres magníficamente talentosos, aunque virtualmente anónimos ". Según The New Yorker, "The Wrecking Crew pasaron a la historia en gran medida, imperfectamente reconocida pero perfectamente presente en cientos de canciones pop estadounidenses conocidas por todos". En 2008, la historia de The Wrecking Crew fue reconocida en el documental The Wrecking Crew, dirigido por el hijo de Tommy Tedesco, Denny Tedesco. En 2014, sus músicos fueron representados en la biopic de Brian Wilson Love & Mercy.
Dos de sus miembros, los baterías Hal Blaine y Earl Palmer, fueron los primeros músicos de sesión incluidos en el Salón de la Fama del Rock and Roll en 2000, y la totalidad de sus miembros fueron incluidos en el Musicians Hall of Fame en 2007. En 2010, Blaine fue incluido en el Salón de la fama de la revista Modern Drummer.

## Lista de miembros por instrumento
- Bajistas: Max Bennett, Red Callender, Carol Kaye, Larry Knechtel, Joe Osborn, Bill Pitman, Ray Pohlman, Bob West
- Contrabajistas: Chuck Berghofer, Jimmy Bond, Lyle Ritz
- Arreglos e instrumentación: Jack Nitzsche
- Baterías: Hal Blaine, John Clauder, Joe Porcaro, Jim Gordon, Jim Keltner, Earl Palmer
- Guitarristas: Bill Aken, Doug Bartenfeld, Dennis Budimir, James Burton, Glen Campbell, Al Casey, David Cohen, Jerry Cole, Mike Deasy, John Goldthwaite, Carol Kaye, Barney Kessel, Lou Morrell, Don Peake, Bill Pitman, Ray Pohlman, Mac Rebennack (Dr. John), Howard Roberts, Irv Rubins, Louis Shelton, Billy Strange, Tommy Tedesco, Al Vescovo, Vinnie Bell, P.F. Sloan
- Armónica: Tommy Morgan
- Teclados: Al De Lory, Larry Knechtel, Mike Melvoin, Don Randi, Mac Rebennack (Dr. John), Mike (Michel) Rubini, Leon Russell
- Percusión: Larry Bunker, Frank Capp, Gary L. Coleman, Gene Estes, Victor Feldman, Milt Holland, Joe Porcaro, Julius Wechter – Nota: aunque generalmente no es mencionado como miembro de la banda, Sonny Bono contribuyó como percusionista en algunas producciones de Phil Spector.[107] Max Weinberg en su libro “The Big Beat” incluye a Bono como percusionista miembro de Wrecking Crew.[108]
- Saxofonístas: Allan Buetler, Gene Cipriano, Steve Douglas, Bill Green, Jim Horn, Plas Johnson, Jackie Kelso, John Lowe, Jay Migliori, Nino Tempo
- Trombonístas: Richard "Slyde" Hyde, Lew McCreary, Dick Nash
- Trompetístas: Bud Brisbois, Roy Caton, Chuck Findley, Ollie Mitchell, Tony Terran
- Flauta: Jim Horn
- Coristas: Ron Hicklin Singers.

## Grabaciones destacadas
| Año  | Canción                                                | Artista                         | Lista de éxitos Estados Unidos | Lista de éxitos Reino Unido |
| ---- | ------------------------------------------------------ | ------------------------------- | ------------------------------ | --------------------------- |
| 1962 | "The Lonely Bull"                                      | Herb Alpert & the Tijuana Brass | 6                              | 22                          |
| 1962 | "Zip-a-Dee-Doo-Dah"                                    | Bob B. Soxx and the Blue Jeans  | 8                              | 45                          |
| 1962 | "He's a Rebel"                                         | The Crystals                    | 1                              | 19                          |
| 1963 | "Da Doo Ron Ron (When He Walked Me Home)"              | The Crystals                    | 3                              | 5                           |
| 1963 | "Surf City"                                            | Jan and Dean                    | 1                              | 26                          |
| 1963 | "Be My Baby"                                           | The Ronettes                    | 2                              | 4                           |
| 1964 | "I Get Around"                                         | The Beach Boys                  | 1                              | 7                           |
| 1964 | "Dead Man's Curve"                                     | Jan and Dean                    | 8                              | –                           |
| 1964 | "Everybody Loves Somebody                              | Dean Martin                     | 1                              | 11                          |
| 1964 | "The Little Old Lady from Pasadena"                    | Jan and Dean                    | 3                              | –                           |
| 1964 | "You've Lost That Lovin' Feelin'"                      | The Righteous Brothers          | 1                              | 1                           |
| 1964 | "Unless You Care"                                      | Terry Black                     | 99                             | –                           |
| 1964 | "Mountain of Love"                                     | Johnny Rivers                   | 9                              | –                           |
| 1965 | "Help Me, Rhonda"                                      | The Beach Boys                  | 1                              | 27                          |
| 1965 | "Mr. Tambourine Man"                                   | The Byrds                       | 1                              | 1                           |
| 1965 | "This Diamond Ring"                                    | Gary Lewis & the Playboys       | 1                              | –                           |
| 1965 | "California Dreamin'"                                  | The Mamas & the Papas           | 4                              | 23                          |
| 1965 | "Eve of Destruction"                                   | Barry McGuire                   | 1                              | 3                           |
| 1965 | "I Got You Babe"                                       | Sonny & Cher                    | 1                              | 1                           |
| 1966 | "No Matter What Shape (Your Stomach's In)              | The T-Bones                     | 3                              | –                           |
| 1966 | "My Love"                                              | Petula Clark                    | 1                              | 4                           |
| 1966 | "Good Vibrations"                                      | The Beach Boys                  | 1                              | 1                           |
| 1966 | "Poor Side of Town"                                    | Johnny Rivers                   | 1                              | –                           |
| 1966 | "Monday Monday"                                        | The Mamas & the Papas           | 1                              | 3                           |
| 1966 | "River Deep – Mountain High"                           | Ike & Tina Turner               | 88                             | 3                           |
| 1966 | "(You're My) Soul and Inspiration"                     | The Righteous Brothers          | 1                              | 15                          |
| 1966 | "Strangers in the Night"                               | Frank Sinatra                   | 1                              | 1                           |
| 1966 | "These Boots Are Made for Walkin'"                     | Nancy Sinatra                   | 1                              | 1                           |
| 1966 | "Elusive Butterfly"                                    | Bob Lind                        | 5                              | 5                           |
| 1967 | "Never My Love"                                        | The Association                 | 2                              | –                           |
| 1967 | "Up, Up and Away"                                      | The 5th Dimension               | 7                              | –                           |
| 1967 | "San Francisco (Be Sure to Wear Flowers in Your Hair)" | Scott McKenzie                  | 4                              | 1                           |
| 1967 | "Somethin' Stupid"                                     | Frank & Nancy Sinatra           | 1                              | 1                           |
| 1967 | "Woman, Woman"                                         | Gary Puckett & The Union Gap    | 4                              | –                           |
| 1967 | "Him or Me – What's It Gonna Be?"                      | Paul Revere & The Raiders       | 5                              | –                           |
| 1967 | "The Beat Goes On"                                     | Sonny & Cher                    | 6                              | 29                          |
| 1968 | "Wichita Lineman"                                      | Glen Campbell                   | 3                              | 7                           |
| 1968 | "Midnight Confessions"                                 | The Grass Roots                 | 5                              | –                           |
| 1968 | "MacArthur Park"                                       | Richard Harris                  | 2                              | 4                           |
| 1968 | "Mrs. Robinson"                                        | Simon & Garfunkel               | 1                              | 9                           |
| 1968 | "Tiptoe Through the Tulips"                            | Tiny Tim                        | 17                             |                             |
| 1968 | "Valleri"                                              | The Monkees                     | 3                              | 12                          |
| 1968 | "Young Girl"                                           | Gary Puckett & The Union Gap    | 4                              | 1                           |
| 1968 | "Classical Gas"                                        | Mason Williams                  | 2                              | 9                           |
| 1969 | "Galveston"                                            | Glen Campbell                   | 4                              | 14                          |
| 1969 | "Aquarius/Let the Sunshine In"                         | The 5th Dimension               | 1                              | 11                          |
| 1969 | "Dizzy"                                                | Tommy Roe                       | 1                              | 1                           |
| 1969 | "Everybody's Talkin'"                                  | Harry Nilsson                   | 6                              | 23                          |
| 1969 | "The Boxer"                                            | Simon & Garfunkel               | 7                              | 6                           |
| 1970 | "(They Long to Be) Close to You"                       | The Carpenters                  | 1                              | 6                           |
| 1970 | "Cracklin' Rosie"                                      | Neil Diamond                    | 1                              | 3                           |
| 1970 | "Arizona"                                              | Mark Lindsay                    | 10                             | –                           |
| 1970 | "I Think I Love You"                                   | The Partridge Family            | 1                              | 18                          |
| 1970 | "Bridge over Troubled Water"                           | Simon & Garfunkel               | 1                              | 1                           |
| 1971 | "Rainy Days and Mondays"                               | The Carpenters                  | 2                              | –                           |
| 1971 | "Gypsys, Tramps & Thieves"                             | Cher                            | 1                              | 4                           |
| 1971 | "Sooner or Later"                                      | The Grass Roots                 | 9                              | –                           |
| 1971 | "Don't Pull Your Love"                                 | Hamilton, Joe Frank & Reynolds  | 4                              | –                           |
| 1971 | "Indian Reservation"                                   | Paul Revere & The Raiders       | 1                              | –                           |
| 1972 | "Hurting Each Other"                                   | The Carpenters                  | 2                              | –                           |
| 1972 | "(Last Night) I Didn't Get to Sleep at All"            | The 5th Dimension               | 8                              | –                           |
| 1972 | "It Never Rains in Southern California"                | Albert Hammond                  | 5                              | –                           |
| 1972 | "Rockin' Pneumonia and the Boogie Woogie Flu"          | Johnny Rivers                   | 6                              | –                           |
| 1973 | "Yesterday Once More"                                  | The Carpenters                  | 2                              | 2                           |
| 1973 | "Half-Breed"                                           | Cher                            | 1                              | –                           |
| 1973 | "All I Know"                                           | Art Garfunkel                   | 9                              | –                           |
| 1973 | "The Night the Lights Went Out in Georgia"             | Vicki Lawrence                  | 1                              | –                           |
| 1974 | "Chevy Van"                                            | Sammy Johns                     | 5                              | –                           |
| 1975 | "Rhinestone Cowboy"                                    | Glen Campbell                   | 1                              | 4                           |
| 1975 | "Love Will Keep Us Together"                           | Captain & Tennille              | 1                              | 32                          |
| 2015 | "I'm Not Gonna Miss You"                               | Glen Campbell                   | –                              | –                           |